# Soeiro Raimundes de Riba de Vizela
Soeiro Raimundes de Riba de Vizela foi um militar com a patente de alferes-mor e rico-homem do Reino de Portugal onde surge com registos em 1200 e 1211. Encontrava-se em 1200 a exercer o cargo de governador de Aguiar de Pena, actual Vila Pouca de Aguiar. Foi o progenitor dos Melos, Freire e dos Alvim.

## Relações familiares
Foi filho ilegítimo de Raimundo Pais de Riba de Vizela. Casou com Urraca Viegas Barroso filha de Egas Gomes Barroso e de Urraca Vasques de Ambia, de quem teve:
- Mem Soares de Melo (1195 1262) que foi o 1.º senhor de Melo e casado com Teresa Afonso Gato filha de Afonso Pires Gato[4] e de Urraca Fernandes de Lumiares,
- Pero Soares de Alvim, casado com Maria Esteves Malho. Teve um filho natural, João de Lobeira, que foi trovador e foi legitimado em 6 de maio de 1272 pelo rei D. Afonso III[5][6]
- Lourenço Soares Freire casado com Maria Rodrigues Fafes,[7]
- Gontinha Soares de Melo casada com João Pires Redondo,[7]
- Teresa Soares de Melo casada com Geraldo Afonso de Resende.[8]